# Fininvest
Finanziaria di Investimento - Fininvest S.p.A. è la holding che detiene il reparto azionario della famiglia Berlusconi.
Fondata nel 1975 da Silvio Berlusconi, è considerata una delle più grandi capogruppo italiane ed europee con un patrimonio netto a bilancio di 4,69 miliardi di euro al 31 dicembre 2023.
Dal 2005, è presieduta da Marina Berlusconi, figlia del fondatore. L'amministratore delegato è Danilo Pellegrino.
È il maggiore azionista (con la maggioranza dei diritti di voto) di MFE - MediaforEurope (fino al 2021 Gruppo Mediaset). È il secondo azionista di Banca Mediolanum (dopo la famiglia Doris) e possiede la maggioranza di Arnoldo Mondadori Editore. È l'azionista unico di Teatro Manzoni (Milano) e fino al 2025 di AC Monza (squadra di Serie B). Fino al 2017 era parte del gruppo l'AC Milan.
Al 31 dicembre 2023 il gruppo conta 17.223 dipendenti. Il fatturato consolidato è di 3,87 miliardi di euro, con un utile consolidato di 200,2 milioni. Alla stessa data, l'utile netto della holding è di 133,1 milioni di euro.

## Storia
Il 21 marzo 1975 Silvio Berlusconi – presidente delle società edilizie Edilnord s.a.s. (nata nel 1963) e Italcantieri s.r.l. (fondata nel 1973) – costituì a Roma una società a responsabilità limitata denominata "Fininvest". L'11 novembre dello stesso anno la Fininvest divenne una società per azioni e aprì una sede amministrativa a Milano, assumendo il controllo delle altre società di Berlusconi. 
Nello stesso periodo Berlusconi effettuò le sue prime operazioni nel comparto mediatico: rilevò nel 1977 una quota della Società Europea di Edizioni, editrice del quotidiano milanese il Giornale, diventando nel giro di due anni l'azionista di maggioranza, ed acquisì l'emittente televisiva locale Telemilano nel 1978.

### Espansione nel settore media
Nel 1976 la Fininvest acquisisce Telemilano, una delle prime emittenti locali in Italia, entrata in crisi per il mancato pagamento dell'affitto dei locali in cui sorgeva, di proprietà della Edilnord di Silvio Berlusconi che l'acquisì per una cifra simbolica oltre al condono dei debiti. Telemilano era stata fondata nel 1974 come emittente a trasmissione via cavo, e venne ceduta alla Fininvest di Berlusconi da Giacomo Properzj ad un prezzo simbolico. Allora, era l'emittente locale esclusiva del nuovo centro residenziale di Milano 2, realizzato negli stessi anni dallo stesso Berlusconi e situato nel comune di Segrate, confinante con Milano.
Nel 1976, la Corte costituzionale decreta la libertà d'esercizio per le reti televisive locali private via etere, favorendo lo sviluppo del modello televisivo commerciale. L'emittente, che intanto aveva appunto iniziato a trasmettere via etere a livello nazionale, nel 1980 assumerà il nome di Canale 5.
Nel 1982 Berlusconi fonda, insieme ad Ennio Doris, Programma Italia, una rete di agenti assicurativi.
Pochi anni dopo la Fininvest acquisisce altre due emittenti televisive nazionali nate in quel periodo: Italia 1 nel 1982 da Rusconi e Rete 4 nell'estate del 1984 dalla Mondadori. La costituzione e il mantenimento da parte dell'azienda di un tale assetto a tre reti, nonché la relativa diffusione analogica su scala nazionale e la quota di raccolta pubblicitaria detenuta danno luogo nel corso degli anni a una lunga serie di complesse vicende politico-giudiziarie.
Dopo aver dimostrato interesse per l'Inter, nel 1986 Fininvest compra l'AC Milan, di cui Silvio Berlusconi diventa presidente.
Nel 1987 lancia il circuito Italia 7, con una programmazione dedicata ad un pubblico maschile, ma lo cederà qualche anno dopo quando la legge Mammì porrà un limite al numero di televisioni per ogni proprietà.
Inoltre, il gruppo acquistò per quasi 1.000 miliardi il 70% della Standa nell'aprile 1988 dal gruppo Montedison.
In Unione Sovietica Silvio Berlusconi stipulò un accordo per alcune trasmissioni per la televisione di stato, nonché per la pubblicità delle aziende europee in Russia; nel 1990 si stipulò un accordo simile con la televisione di stato cinese. 
Nel 1989 nasce in Spagna Gestevisión Telecinco, S.A., una partnership guidata da Fininvest per il debutto delle reti televisive private.
L'ascesa economica della Fininvest è anche testimoniata dalla crescita del fatturato consolidato:
- 1985: 1.600 miliardi di lire,
- 1987: 2.600 miliardi,
- 1988: 6.000 miliardi,
- 1990: 7.500 miliardi,
- 1991: 10.000 miliardi.

Nel 1988 la Fininvest era il terzo gruppo italiano, dopo la FIAT e la Montedison.
Nel 1991, a seguito di una battaglia legale (Lodo Mondadori), la Fininvest acquistò il 53% della Arnoldo Mondadori Editore.

### Crisi finanziaria e quotazione delle controllate
Nel 1992 controllava 168 società, di cui 44 all'estero e l'utile netto era di circa 21 miliardi con un indebitamento creditizio superiore a 3.400 miliardi, con debiti totali ammontanti a oltre 6.000 miliardi e il patrimonio netto a 1.200 miliardi. Nel 1993 la Fininvest risultò essere la seconda impresa italiana per indebitamento: in base ai bilanci 1992, Mediobanca calcolò che Fininvest aveva debiti per 3,4 volte il capitale. 
Per salvare la società Berlusconi rivoluzionò il gruppo chiamando nell'ottobre 1993 Franco Tatò a fare da amministratore delegato. Fu avviato un piano di ristrutturazione che portò anche alla quotazione in borsa delle società controllate, cosa che in effetti avrebbe dato dei buoni frutti già nel primo anno.
All'inizio del 1994, presa la decisione di entrare in politica (cosiddetta "discesa in campo"), Berlusconi lascia tutte le cariche sociali che ricopriva nelle sue imprese, rimanendo proprietario. La gestione è stata affidata a storici amici del Cavaliere, come Fedele Confalonieri o Adriano Galliani, e successivamente ai figli Marina e Pier Silvio. La presidenza di Fininvest viene affidata ad Aldo Bonomo.
Nel corso del 1994 Fininvest progressivamente conferisce ogni attività di produzione e commercializzazione dei programmi cinematografici e televisivi alla società Immobiliare Orione S.r.l. (che il 15 dicembre 1993 viene ridenominata Mediaset Italia Srl), interamente partecipata. Quest'ultima, lo stesso anno, si converte in società per azioni, con il nome Mediaset S.p.A.. La società viene inizialmente aperta a soci esterni (Al Waleed, Leo Kirch, Johann Rupert), e quindi collocata in borsa (aprile 1996). Fininvest rimane il socio di riferimento.
Nel 1995 Programma Italia e altre società partecipate da Fininvest ed Ennio Doris si fondono per formare Mediolanum S.p.A., gruppo attivo nel settore delle assicurazioni. La holding viene quotata alla Borsa di Milano. A seguito dell'IPO, Fininvest rimane secondo azionista (dietro Ennio Doris) con il 30% del capitale sociale e partecipa al patto di controllo. Nel 1997 il gruppo entrerà nel settore bancario, con il debutto di Banca Mediolanum.
Nel 1999 scorpora e vende il gruppo Standa; la parte "non alimentare" al gruppo Coin e la parte "alimentare" a Gianfelice Franchini, ex proprietario dei Supermercati Brianzoli. A tal proposito Berlusconi dichiarerà in seguito di esser stato costretto a vendere la Standa successivamente alla sua entrata in politica, affermando che in Comuni gestiti da giunte di centro-sinistra non gli concedevano le necessarie autorizzazioni per aprire nuovi punti vendita. Secondo i critici di Berlusconi l'acquisizione e la successiva vendita della Standa sarebbe stata determinata dalla volontà di creare una liquidità per il gruppo Fininvest.
Il 4 settembre 2005, a seguito della scomparsa di Aldo Bonomo, Marina Berlusconi, già vicepresidente, viene nominata presidente di Fininvest.
Il 10 ottobre 2014 la Banca d'Italia, in seguito alla condanna penale di Silvio Berlusconi (socio controllante di Fininvest) per evasione fiscale, dispone l'obbligo per Fininvest di cedere la sua quota eccedente il 9,9% di Mediolanum entro 30 mesi, sospendendo immediatamente i diritti di voto sulla stessa. Il 3 marzo 2016, il Consiglio di Stato annulla il provvedimento di Bankitalia, conseguentemente Fininvest rientra in possesso del 30% di Banca Mediolanum (nuova denominazione di Mediolanum). Il 26 ottobre 2016, la Banca Centrale Europea annuncia un ricorso al provvedimento del Consiglio di Stato. Fininvest, dal canto suo, presenta un'istanza presso la Corte di Giustizia Europea. Il 12 aprile 2017 Bankitalia ordina nuovamente a Fininvest di ridurre la sua partecipazione, sospendendo i diritti di voto delle azioni eccedenti.
Dal 27 giugno 2016, Danilo Pellegrino assume la carica di amministratore delegato.
A dicembre del 2016, a seguito di mosse ostili da parte di Vivendi, Fininvest (precedentemente scesa fino al 34,5%) acquista nuove azioni Mediaset sul mercato, salendo al 38,3%. A seguito di ulteriori acquisti nel 2017 e il riacquisto di azioni da parte della società, a giugno 2021 Fininvest raggiunge il 44,2% di Mediaset.
Il 13 aprile 2017 cede l'AC Milan ad una cordata di investitori cinesi, per circa 600 milioni di euro.
Il 28 settembre 2018 Fininvest compra l'AC Monza, nominando Adriano Galliani amministratore delegato.

## Settori di interesse

### Televisioni
Dopo aver acquisito Telemilanocavo e averla trasformata in Telemilano 58, questa, l'11 novembre 1980, diventò emittente capofila del network nazionale privato Canale 5. Alla fine del 1981 il gruppo aveva una decina di emittenti e altrettante affiliate. Nel 1982 la Fininvest controllava almeno una trentina di emittenti su tutto il territorio nazionale e alla fine dello stesso anno rilevò Italia 1 da Edilio Rusconi. Nell'estate del 1984 la Fininvest acquisì il 50% degli impianti di Rete 4 (all'epoca valutati 30 miliardi di lire) e il magazzino programmi (per 105 miliardi di lire in quattro anni senza interessi). Con le sue tre reti nazionali la Fininvest cominciò a competere alla pari con la Rai nel mercato pubblicitario: già nel 1983 le entrate pubblicitarie del gruppo (1.500 miliardi) superarono quelle della Rai (1.365). Sempre nel 1983 la Fininvest acquisì il settimanale TV Sorrisi e Canzoni, uno dei maggiori periodici italiani di spettacolo e televisione dell'epoca con una tiratura, spinta dalla televisione, che passò da 640.000 a 2.200.000 copie.
Nel 1985 la Fininvest ottenne dal governo francese l'autorizzazione a trasmettere via etere e nacque la società «France Cinq» (40% Fininvest, 60% a una cordata di media francesi); l'anno seguente cominciò a trasmettere La Cinq, prima emittente televisiva privata gratuita in Francia. Ma il nuovo governo di centrodestra presieduto da Jacques Chirac, di orientamento neogollista e liberale, limitò gli spazi di libertà nella programmazione del palinsesto, mettendo subito in difficoltà la rete: la Fininvest scese al 25% della società; La Cinq chiuse nel 1992 in modo controverso. Nel 1988 nacque Tele 5 in Germania, chiusa anch'essa nel 1992, e nel 1990 Telecinco in Spagna, ancora attiva e tra le maggiori reti televisive del Paese.
In Italia, nel 1987, anno in cui cominciarono le rilevazioni dell'Auditel, Publitalia '80 controllava il 62% della pubblicità televisiva nazionale e gestiva anche la raccolta di un'emittente straniera, TV Koper-Capodistria, che trasmette dal territorio sloveno. Entro la fine dello stesso anno la Fininvest stipulò degli accordi con l'emittente per poter trasmettere gli eventi sportivi in diretta sul territorio italiano. Nel corso degli anni ottanta raggiunse una posizione di assoluta preminenza nel settore dell'emittenza privata, controllando non solo i tre maggiori network, ma anche Italia 7 e TV Koper-Capodistria, alle quali forniva programmi e pubblicità, e Junior TV, Rete A e Tivuitalia solo per la distribuzione pubblicitaria, per un totale dell'80% dell'ascolto televisivo nel settore.
Nel 1990, con la nuova regolamentazione del settore televisivo (legge Mammì), fu di fatto legalizzato lo stato di spartizione dell'etere tra Rai e Fininvest. Successivamente la società Telepiù, di cui la Fininvest era azionista, ottenne tre concessioni televisive per una piattaforma televisiva a pagamento, TELE+, ma poco dopo cedette le quote di partecipazione a causa della nuova legge che consentiva allo stesso soggetto di possedere fino ad un massimo del 25% delle emittenti sul mercato. La Fininvest, che aveva già tre reti su dodici, cedette la sua quota in Telepiù. Nel 1991 la holding finì sotto inchiesta per degli accertamenti che dovevano stabilire il suo definitivo abbandono da ogni partecipazione in Telepiù.
Nell'aprile 1996 la Fininvest scorporò le attività televisive nella società Mediaset, dove confluirono le tre reti Canale 5, Italia 1 e Rete 4. Sette anni dopo anche Telecinco diventò de facto parte integrante del gruppo. Il 27 novembre 1997 nacque Mediavideo, il teletext unificato delle tre reti Fininvest (dal 15 marzo 1993 fino al 27 novembre 1997 i tre teletext Fininvest erano proseguiti in fase sperimentale). Nel 2005 diversificò il proprio business tornando nel mercato della pay TV con Mediaset Premium attraverso il digitale terrestre.
Le perdite del 2016 nel bilancio definitivo di Mediaset ammontavano a 116,6 milioni di euro, il secondo risultato più negativo della storia dopo la perdita di 235,4 milioni nel 2012. Una causa non secondaria era il passivo di Mediaset Premium. Le perdite nel 2015 invece si erano fermate a 36,1 milioni di euro.
A seguito del risanamento finanziario del gruppo, e dopo un'accesa battaglia legale con Vivendi, nel 2021 nasce MFE - MediaForEurope, holding europea nel settore dei media. A seguito di una serie di operazioni, quest'ultima controlla sia Mediaset (attiva in Italia) che Mediaset España.

### Finanza
Il gruppo Mediolanum nacque nel 1982 quando Ennio Doris e la Fininvest fondarono Programma Italia, una rete di agenti assicurativi.
Nel 1984 vennero acquisite le compagnie assicurative Mediolanum Vita e Mediolanum Assicurazione. L'anno successivo venne creata Gestione Fondi Fininvest, la quale amministra fondi comuni d'investimento.
Nel 1995, tutte queste società vennero incorporate nella neonata Mediolanum, holding che viene collocata in Borsa nel 1996.
Nel giugno del 1997, il gruppo entrò nel settore bancario trasformando Programma Italia in Banca Mediolanum, puntando sulla gestione telematica dei conti correnti. Nel 2015 la holding Mediolanum si fonde per incorporazione con la controllata Banca Mediolanum, che diventa la nuova capogruppo.
Banca d'Italia, d'intesa con l'Istituto per la vigilanza sulle assicurazioni, con provvedimento del 7 ottobre 2014 pervenuto in data 9 ottobre 2014 al gruppo, dispose la dismissione della partecipazione di Fininvest in Mediolanum S.p.A., intimando una diminuzione nell'azionariato dall'attuale 30,00% al 9,9% del capitale. Fininvest ha presentato ricorso alla Corte di Giustizia Europea. Nel frattempo, i diritti di voto sulla quota eccedente il 9,9% sono stati congelati. Nel 2023, a seguito del decesso di Silvio Berlusconi, Fininvest ha fatto domanda di rientro in possesso dei diritti di voto.

### Editoria
Nel campo editoriale diventa il principale editore italiano nel settore libri e periodici; nel gennaio 1990 acquisisce la maggioranza azionaria di Mondadori (in cui è confluita negli anni novanta la Silvio Berlusconi Editore, fondata dal magnate milanese negli anni ottanta e attiva nella stampa periodica, e che comprò TV Sorrisi e Canzoni) con una manovra che causerà un contenzioso (vedi Lodo Mondadori) e la Giulio Einaudi Editore (comprata dalla prima), e di alcune rilevanti case minori (Elemond, Sperling & Kupfer, Grijalbo, Le Monnier, Pianeta scuola, Frassinelli, Electa Napoli, Riccardo Ricciardi editore, Editrice Poseidona).

Berlusconi con Indro Montanelli, direttore de il Giornale

Nel 1977 entrò nella società del quotidiano il Giornale con una quota del 12% e nel 1979 aumentò la sua quota al 37,5%, diventando azionista di riferimento. A causa dei limiti nel possesso dei media imposti dalla Legge Mammì, nel 1990 cede la propria quota di controllo al fratello Paolo Berlusconi, rimanendo azionista di minoranza fino al 2023.
Nel campo della distribuzione audiovisiva, Berlusconi è stato socio dal 1994 al 2002, attraverso Fininvest, di Blockbuster Italia. Controlla inoltre il gruppo Medusa Film, attraverso Mediaset.
Nel 2015 il Gruppo Mondadori acquista per 127,5 milioni di euro la RCS Libri spa.

### Altre attività

Logo della Standa nel periodo Fininvest

Dal 1979 è azionista unico del Teatro Manzoni, storico teatro e cinema di Milano.
Dal 1986 al 2017 Fininvest ha detenuto il controllo del Milan, una delle maggiori società calcistiche in ambito italiano e internazionale. L'impegno della holding nel settore calcistico è ripreso nel 2018 con l'acquisizione dell'intero pacchetto azionario del Monza.
Dal 1988 al 1999 la Fininvest è stata presente nel settore della grande distribuzione organizzata italiana, avendo il controllo del gruppo Standa (rilevato dalla Montedison e poi scorporato undici anni dopo).
Negli anni novanta, attraverso la controllata Publitalia '80, la Fininvest è stata attiva anche settore dei parchi di divertimento, partecipando alla costruzione di Mirabilandia, che aprì nel 1992. L'impresa tuttavia non si rivelò sufficientemente redditizia: nel 1997 il parco passò infatti a una cordata italo-tedesca (costituita dal gruppo Löffelhardt – proprietario di Phantasialand – e da Giancarlo Casoli) che riuscì poi a tramutare il parco romagnolo in un successo internazionale.
Nel 1994 Fininvest esordì nel settore della produzione e distribuzione cinematografica con la società Medusa Film, che poi confluisce nel Gruppo Mediaset (a sua volta controllato da Fininvest) nel 2007. In precedenza era già presente nel settore con la società Silvio Berlusconi Communications.
La Fininvest aveva infine una piccola partecipazione azionaria in Mediobanca, di cui possiede l'1% dal 2007, salito al 2% nel 2008. La partecipazione è stata ceduta in borsa nel corso del 2021, per un controvalore di 174 milioni di euro.

## Struttura e società
Detiene partecipazioni nei settori televisivo (Mediaset), editoriale (Arnoldo Mondadori Editore), assicurativo/bancario (Gruppo Mediolanum), teatrale (Teatro Manzoni) e sportivo (Associazione Calcio Monza). Fino al 1995 era presente anche nei settori immobiliare e della grande distribuzione, poi abbandonati. Mediaset, Arnoldo Mondadori Editore, Mediolanum sono quotate a Piazza Affari.
Il gruppo è inoltre proprietario della società di trasporto aereo privato Alba Servizi Aerotrasporti, con sede nell'aeroporto milanese di Linate.

### Società controllate e principali partecipazioni
- MFE - MediaForEurope 47,91% (49,68% dei diritti di voto, 42,95% dei diritti economici), quotata in Borsa

- Arnoldo Mondadori Editore 53,7% (azionista di maggioranza), quotata in Borsa

- Banca Mediolanum 30,5% (la famiglia Doris è azionista con il 40% ed entrambi nel patto di sindacato del gruppo), quotata in borsa

- Teatro Manzoni 100%

- Fininvest Gestione Servizi S.p.A.
  - Fininvest Real Estate & Services S.p.A.
  - Finisvim SpA 100% Fininvest sviluppi immobiliari
  - Edilizia Alta Italia S.p.A.
  - Immobiliare Leonardo S.p.A.
  - Alba Servizi Aerotrasporti S.p.A.100%

- Associazione Calcio Monza 100% fino al 2025, ora 20%

- Diac Solaf SA 100%

- ISIM 100%

Nel portafoglio della Isim figurano (oltre a piccole quote nelle spac Icf, Gabelli e Guala Closures) l’1,5% di «21 Centrale Partners», emanazione della società guidata da Alessandro Benetton, e l’1,7% e all’1,4% dei fondi «21 Investimenti II e III». Compaiono poi il 10% di Ape, l’1,2% di Avm Private Equity, lo 0,99% di Equinox, il 10,5% di Perennius Global Value e il 6,6% di Perennius Asia Pacific. Questi ultimi due sono fondi emanazione della Praesidium Sgr guidata da Alessandro Poli (figlio di Roberto), fra l'altro consigliere di Fininvest e Mondadori.
Tra gli attivi anche il 3,6% del fondo Tlcom Capital e il 2,5% del Jerusalem Venture Partners IV. Isim detiene poi, considerando i piani di stock option, il 5,1% della società di tecnofinanza Soldo (fondatore Carlo Gualandri) che avrebbe un valore di circa 11,65 milioni a fronte di un prezzo di carico di 3,9 milioni. La relazione sulla gestione sottolinea inoltre che a fine 2019 il valore complessivo del portafoglio titoli era di circa 6 milioni, a fronte di un net asset value complessivo di 13,4 milioni.

### Azionisti
- Holding Italiana I (proprietà di Marina, Pier Silvio, Barbara, Eleonora e Luigi Berlusconi) (17,15%)
- Holding Italiana II (proprietà di Marina, Pier Silvio, Barbara, Eleonora e Luigi Berlusconi) (15,75%)
- Holding Italiana III (proprietà di Marina, Pier Silvio, Barbara, Eleonora e Luigi Berlusconi) (7,83%)
- Holding Italiana IV (proprietà di Marina Berlusconi) (7,65%)
- Holding Italiana V (proprietà di Pier Silvio Berlusconi) (7,65%)
- Holding Italiana VIII (proprietà di Marina, Pier Silvio, Barbara, Eleonora e Luigi Berlusconi) (20,48%)
- Holding Italiana XIV (proprietà di Barbara, Eleonora e Luigi Berlusconi) (21,42%)
- 2,07% azioni proprie

Le Holding Italiana I, II, III e VIII erano di Silvio Berlusconi fino al 2023. Marina Berlusconi possiede la Holding Italiana IV. Pier Silvio Berlusconi possiede la Holding Italiana V. Barbara Berlusconi, Eleonora Berlusconi e Luigi Berlusconi posseggono insieme la Holding Italiana XIV.

### Ex società della Fininvest
- Milan (ceduto all'imprenditore cinese Li Yonghong nel 2017)
- MolMed ceduta alla società giapponese AGC il 21 luglio 2020
- TELE+ (ceduta nel 1992 in ottemperanza alla «legge Mammì»)
- il Giornale (ceduto a Paolo Berlusconi nel 1992 in ottemperanza alla «legge Mammì»)
- Edilnord (ceduta a Paolo Berlusconi nel 1992)
- Reteitalia (liquidata)
- Standa (scorporata e ceduta nel 1999)
- Programma Italia (fusa in Mediolanum)
- Silvio Berlusconi Editore (fusa in Mondadori)
- Jumpy (confluita in Mediaset)
- Pagine Utili (ceduta)

## Simbolo
Il biscione, simbolo del gruppo ripreso dall'araldica, nello specifico dallo stemma dei Visconti di Milano della cui origine non vi sono ancora dati certi, viene spesso accostato alla figura mitologica del basilisco.
Il biscione visconteo è ritratto nell'atto di mangiare un moro mentre quello del gruppo Fininvest, allo stato attuale molto stilizzato, in cui si riconosce appena la testa, ha invece un fiore in bocca. Anche nei vecchi loghi di Telemilano 58 e Canale 5, canali televisivi allora di proprietà di Silvio Berlusconi, era presente una forma più riconoscibile del biscione.
Il carattere usato della scritta "Fininvest" (così come in altre aziende controllate come Mediaset) è il Gill Sans Italic.

## Controversie

### Procedimenti giudiziari
Alle società che fanno capo alla holding sono collegati molti procedimenti giudiziari a carico di Silvio Berlusconi, in ragione del suo iniziale ruolo di presidente della società e poi di azionista di maggioranza; tra queste alcune accuse di falso in bilancio – da cui è stato assolto nel 2008 per la sopravvenuta depenalizzazione del reato – e corruzione in atti giudiziari nella vicenda SME. Altri procedimenti giudiziari sono stati avviati a carico di Fedele Confalonieri e Gianni Letta, dirigenti con un ruolo importante nella storia del gruppo.

### Lodo Mondadori / Guerra di Segrate
Nel 1991 gli eredi Formenton cedono a Fininvest il 25,7% della finanziaria Amef, co-controllante della Mondadori e Silvio Berlusconi diviene presidente della casa editrice. L'altra co-controllante, la CIR - Compagnie Industriali Riunite di Carlo De Benedetti, ha però rastrellato il 79% delle azioni privilegiate Mondadori e detiene la maggioranza nell'assemblea straordinaria. La casa editrice è paralizzata da una doppia maggioranza che porta a una battaglia legale che arriva a sentenza il 14 gennaio 1991 quando la Corte d'appello di Roma, giudice relatore Vittorio Metta, dà ragione alla Fininvest. Tale sentenza, come verrà definitivamente stabilito dalla Magistratura, è però frutto della corruzione da parte di Cesare Previti, allora avvocato della Fininvest, nei confronti dello stesso Metta. De Benedetti deve venire a patti con Berlusconi e, dopo un negoziato tra le parti, la Fininvest mantiene la Mondadori, dal canto suo De Benedetti conserva la proprietà dei suoi giornali come la Repubblica e L'Espresso.
Il giudizio definitivo che accerta la corruzione del giudice Metta e lo condanna insieme con Previti e altri consente a De Benedetti di intentare causa per danni alla Fininvest. Il Tribunale Civile di Milano gli dà ragione e, con la sentenza 3 ottobre 2009, stabilisce che la Fininvest deve corrispondere alla CIR la somma complessiva di poco meno di 750 milioni di euro per il risarcimento del danno conseguente alla "perdita di opportunità" connesso al giudizio legato al cosiddetto «Lodo Mondadori». La Corte d'Appello di Milano conferma in secondo grado (8 luglio 2011) la precedente sentenza e impone alla Fininvest di risarcire la CIR di 560 milioni di euro. Marina Berlusconi dichiara di voler ricorrere in Cassazione. Alla fine dell'anno finanziario 2010, la Fininvest non ha previsto accantonamenti, ma ha anche negato la distribuzione di dividendi ai soci (nel 2009 per un valore di 200 milioni di euro) in vista di questa sentenza. Quindi, anche appoggiandosi alle entrate della quotazione in Borsa di Mediaset, la liquidità garantisce la possibilità finanziaria del pagamento del maxi risarcimento (a oggi garantito a CIR con una fidejussione di 806 milioni di euro).
La vicenda legata alla acquisizione della Mondadori è stata chiusa il 13 luglio 2007 dalla Corte di cassazione che ha stabilito in via definitiva che la sentenza della Corte d'Appello che chiuse la vicenda Mondadori fu frutto della corruzione stabilendo che l'acquisizione della Mondadori da parte della Fininvest avvenne grazie alla corruzione del giudice Vittorio Metta della Corte d'appello di Roma da parte dell'allora avvocato della Fininvest Cesare Previti, condannato per questo in via definitiva a un anno e sei mesi di reclusione; i reati a carico degli alti dirigenti Fininvest, fra cui lo stesso Berlusconi, sono invece caduti in prescrizione.

### Origine dei capitali
Altre controversie esistono sull'origine dei capitali che permisero alla Fininvest di nascere alla fine degli anni settanta. Il capitale della società è custodito in un certo numero di holding denominate "Holding Italiane" nelle quali vennero depositati fino al 1983 centinaia di miliardi di lire, una grossa parte dei quali in contanti. Le operazioni finanziarie di queste aziende sono state investigate dalla guardia di finanza e dalla DIA di Palermo nell'ambito delle inchieste antimafia collegate alle bombe del 1992-1993. 
Nel novembre 2009 Marina Berlusconi ha affermato che la proprietà della Fininvest è sempre stata in mano a Silvio Berlusconi e alla sua famiglia.

### Rapporti con Cosa nostra
Nel 2010 l'ex presidente di Publitalia '80 nonché AD di Fininvest Marcello Dell'Utri, dopo l'inizio delle indagini a suo carico nel 1996 e dopo la condanna in primo grado, venne condannato in appello a 7 anni di reclusione con l'accusa di concorso esterno in associazione mafiosa: nelle motivazioni della sentenza si legge non soltanto che Berlusconi ha pagato a Cosa nostra «ingenti somme di denaro in cambio della protezione alla sua persona e ai familiari», ma anche che tali pagamenti sono intrecciati con altri versamenti per la «messa a posto» della Fininvest che all'inizio degli anni '80 aveva cominciato a gestire alcune emittenti televisive in Sicilia.
Nel 2012, la Corte di Cassazione, accogliendo il ricorso della difesa avverso alla condanna a sette anni, annullò con rinvio la sentenza d'appello: nelle motivazioni della sentenza si legge che è "probatoriamente dimostrato" che Marcello Dell'Utri "ha tenuto un comportamento di rafforzamento dell'associazione mafiosa fino a una certa data, favorendo i pagamenti a Cosa nostra di somme non dovute da parte di Fininvest" in un periodo compreso tra il 1982 e il 1992.

### Lodo Rete 4
Nel 1999 Rete 4 perse la gara d'appalto per le frequenze nazionali di trasmissione, vinte da Europa 7 la quale, pur avendo vinto la concessione per le frequenze nazionali dallo stato italiano, non le ha mai potute utilizzare per la mancata assegnazione delle stesse e, dopo un contenzioso durato dieci anni, nel 2012 l'Italia è stata condannata a pagare 10 milioni di euro di risarcimento alla società. Mediaset non ha mai liberato le frequenze illecitamente occupate da Rete 4 nonostante l'esito avverso delle numerose sentenze, italiane ed europee, che imponevano di trasferire Rete 4 sul satellite al fine di consentire a Europa 7 di trasmettere via etere. La legge di riordino del sistema radiotelevisivo varata dal secondo governo Berlusconi, legge Gasparri, fissò per il 21 dicembre 2006 la data definitiva di passaggio della trasmissione con segnale analogico alla trasmissione con tecnica digitale e, così facendo, la normativa ebbe l'effetto di bloccare la riassegnazione delle frequenze delle concessioni analogiche in attesa del passaggio completo al digitale terrestre con una diversa assegnazione delle frequenze. Durante l'iter di approvazione della legge, il governo Berlusconi II intervenne con un decreto-legge (decreto-legge n. 352/2003, divenuto giornalisticamente noto come "decreto salvareti"), convertito in legge nel febbraio 2004, con cui venne anticipata la parte della legge Gasparri concernente il digitale terrestre indicando una moratoria di quattro mesi. In virtù di questi provvedimenti, il segnale di Rete 4 non fu spento, l'emittente non fu trasferita su satellite e continuò a trasmettere via etere fino al termine indicato dalla legge.